# 阮友固
阮友固（發音：[ŋwiəŋ˨˩˦ hɨw˨˩˦ kɔ˦˥]；1926年2月23日—2012年7月3日），也譯作阮有固。越南共和國軍事人物，最終軍銜為陸軍中將。
1963年阮友固參加推翻總統吳廷琰的政變，其上司尊室訂讓他接管第七步兵師，防止吳廷琰支持者進入西貢。政變成功後，擔任軍人革命委員會委員。在接下來的兩年裏，南越不斷發生政變，其他將軍們在權力鬥爭中一個個落敗，他變得更加突出。
1965年，阮友固在阮文紹、阮高奇領導的政府中擔任副總理、國防部長兼陸軍總參謀長。他在1965年和1967年曾兩度訪問臺灣。任內，由於極度富裕而被廣泛認為腐敗，而阮高奇也將其視為政治威脅。1967年，正在臺灣訪問的他被解除職務並禁止回國。直到1970年阮文紹削弱阮高奇的權力的時候才獲准回國。此後從事銀行業和商業。
1975年，北越入侵的時候，他獲得楊文明總統的任命成為軍事顧問。在西貢淪陷時，他與阮有幸一起，成為陪伴在楊文明總統身邊的最後兩位將軍。他被共產主義者逮捕，關入再教育營進行思想改造，直到1987年獲釋。他沒有選擇流亡國外，而是被胡志明市祖國陣線以「自由人士」的身份邀請加入。2004年，當選越南祖國陣線中央委員會委員，並成為「愛國越僑聯絡處」（Ban liên lạc Việt kiều yêu nước）的成員。他被越南政府視為民族和解的象徵。
2012年7月3日在胡志明市逝世。

## 荣誉

### 外国勋章奖章
- 大绶云麾勋章（中华民国，1965年8月16日批准[4]）